# Horadiz
Horadiz è un comune dell'Azerbaigian situato nel distretto di Füzuli. Conta una popolazione di 3 950 abitanti.